# Giane Ronchi
Giane Amélia Eilert Ronchi (Porto Alegre, 20 de abril de 1966) é uma anã que junto com o seu marido Jair eram considerados o menor casal do estado de Santa Catarina e do Brasil. Giane possui 75cm de altura, e seu marido Jair possuía 83cm, falecido em 2012 aos 49 anos de idade no Hospital São José de Criciúma, vítima de insuficiência respiratória.
Giane é acadêmica do curso de Artes visuais.